# Gonki po vertikali
Gonki po vertikali (russisk: Гонки по вертикали) er en sovjetisk spillefilm fra 1983 af Aleksandr Muratov.

## Medvirkende
- Andrej Mjagkov - Stanislav Tikhonov
- Valentin Gaft - Ljokha Dedusjkin
- Vladimir Salnikov - Aleksandr Saveljev
- Nikolaj Zasukhin - Vladimir Ivanovitj Sjarapov
- Galina Polskikh - Zosja